# Channa andrao
Channa andrao ist ein kleiner Süßwasserfisch aus der Familie der Schlangenkopffische, der bisher nur aus seiner Typuslokalität, den westbengalischen Lefraguri-Sümpfen, bekannt ist. Mit seiner Erstbeschreibung im Jahr 2013 steigt die Zahl der aus dem am Fuß des östlichen Himalaya gelegenen Biodiversitäts-Hotspots bekannten Schlangenkopffischarten auf zehn.

## Merkmale
Die bisher untersuchten Channa andrao-Exemplare hatten eine Länge von etwa 10 cm. Damit ist Channa andrao der kleinste bisher bekannte Schlangenkopffisch. Wie Channa asiatica, C. bleheri, C. burmanica, C. hoaluensis und C. ninhbinhensis fehlen Channa andrao die Bauchflossen. Von diesen Arten kann Channa andrao durch seine Färbung, die Anzahl der Wirbel sowie die Anzahl der Flossenstrahlen in Rücken- und Afterflosse (Flossenformel) und die der Schuppen entlang der Seitenlinie unterschieden werden. Channa andrao fehlen die auffälligen orangefarbenen Flecken auf der Schwanzflosse, die charakteristisch für Channa bleheri aus der gleichen Region sind, und er hat nur zwei bis drei dunkle Bänder auf den Brustflossen, während Channa bleheri fünf hat. Außerdem ist Channa andrao ein Maulbrüter, während die Eier von C. bleheri an der Wasseroberfläche treiben. Das Männchen von Channa andrao entlässt die fertig entwickelten Jungfische nach etwa neun Tagen aus dem väterlichen Maul. Von Channa orientalis kann Channa andrao durch die längere Rücken- und Afterflossenbasis unterschieden werden sowie durch weniger Afterflossenstrahlen und seine Färbung, insbesondere die hellrot-dunkel gestreifte Zone oberhalb der Afterflosse, die bei Channa orientalis nicht vorhanden ist. Bei Channa andrao haben die Brustflossen zwei bis drei Bänder nahe ihrer Basis, während bei Channa orientalis fünf schmale parallele Streifen zu sehen sind, die bis zum Rand reichen.